# 文部省図書館講習所
文部省図書館講習所（もんぶしょうとしょかんこうしゅうじょ）は日本の戦前期の図書館職員養成機関である。

## 概要
図書館情報大学、およびその後身である筑波大学図書館情報専門学群および同大学院図書館情報メディア研究科の源流となる機関の一つである。

## 沿革
- 1921年6月：東京美術学校構内に文部省図書館員教習所を開設。乗杉嘉壽（文部省普通学務局第四課長）が所長を兼任。
- 1922年4月：帝国図書館（現・国立国会図書館）附設となり、帝国図書館館長が管理者となる。
- 1923年1月：図書館員教習所管理者に松本喜一が就任。
- 1925年3月：文部省図書館講習所と改称。校舎は帝国図書館の一部を使用。
- 1926年9月：帝国図書館の隣接地に新校舎落成。
- 1945年3月：一時閉鎖。
- 1947年5月：帝国図書館附属図書館職員養成所として再設置（以降は図書館職員養成所参照）。